# NGC 5929
NGC 5929 este o galaxie seyfert situată în constelația Boarul. A fost descoperită în 13 mai 1828 de către John Herschel. Se află la o distanță de 40,8 de megaparseci de Pământ.